# Замена. Последний урок
«Замена 2: Последний урок» (англ. The Substitute 2: School's Out) — кинофильм, боевик режиссёра Перла Стивена.

## Сюжет
Лейтенант морской пехоты Карл Томассон прибывает в Нью-Йорк после того, как его брата — учителя среди белого дня жестоко убивают на улице Бруклина.
Подозрение падает на учеников покойного, организовавших прибыльный бизнес по угону автомобилей. В поисках убийц Томассон под фальшивым именем устраивается в школу преподавателем. Для членов преступной шайки раздался последний звонок…

## В ролях
- Трит Уильямс — Карл Томассон
- Эдоардо Баллерини[en] — Дэнни Брамсон
- Кристофер Казинс[en] — Рэндалл Томассон
- Чак Джеффрис[en] — Уилли
- Сьюзан Мэй Пратт — Аня Томассон
- Майкл Мишель — Кара Лавель
- Оуэн Стадел (англ. Owen Stadele) — Джоэл